# ひまわりの里 まんのう
ひまわりの里 まんのうとは香川県仲多度郡まんのう町帆山地区に所在するヒマワリ群である。

## 概要
香川県仲多度郡まんのう町帆山地区は「ひまわりの里」と呼ばれており、ひまわりの栽培が盛んである。栽培されるひまわりは、ひまわり油に加工され、そのしぼりかすを肉牛の飼料にして「まんのうひまわり牛」として開発している。1998年よりひまわり油つくりをはじめている。。

### ひまわりの里の概要
1984年に基盤整備事業が終了してブロックローテーションに取り組みその作物として、ひまわりを5haで約25万本栽培している。

## 歴史
- 1992年 - ひまわりの栽培を開始。[2]
- 2000年 - 栽培規模を5haに拡大。ひまわりまつりを開催。[2]
- 2010年 - ひまわり油を使ったドレッシングを販売。[3]
- 2013年 - 豊かなむらづくり表彰事業で農林水産大臣賞を受賞する。[4]
- 2015年 - 池坊花逍遥（しょうよう）100選に選ばれた[5]
- 2016年 - 栽培規模を13haに拡大、約５０農家が参加[6]。
- 2018年 - まんのうひまわり観光大使に、花咲ひまわりさんが任命される[7]
- 2018年 - ひまわりを県内外にPRするため、ひまわりネットドラマ「まんのう町のひまわりちゃん」を6月16日より配信[8]
- 2019年 - 平成30年度優良ふるさと食品中央コンクールにおいて「まんのうひまわりオイル」が農林水産大臣賞（国産農林産品利用部門）を受賞。同コンクールにおいて、香川県の商品が農林水産大臣賞を受賞するのは初めて。[9]

## 祭事・催事
- ひまわりまつり
  - 7月中旬にまんのう町帆山地区（帆山公民館）を中心に開催される。写真コンテスト、ひまわり子供写生大会、地域農産品の販売（ひまわりアイス等）が行われている。駐車場は、仲南支所横のサン･スポーツランド仲南駐車場を使用する、会場まで無料巡回バスが運行される。
  - 2010年は、7月18日に開催された。[10]。
  - 2013年は、7月14日に開催された。[11]。
  - 2014年は、7月13日に開催された。[12]。
  - 2015年は、7月18-19日に開催予定であったが台風11号の影響で中止となった。[13]
  - 2016年は、7月17日に開催された。[6]。
  - 2017年は、7月9日に開催された。[14]。
  - 2018年は、7月8日に開催予定であったが平成30年7月豪雨により7月14-16日に延期された[15][16]。
  - 2019年は、7月7日に開催された。同時に[第3回全国ひまわりオイルサミット2019inまんのう]をまんのう町と名寄市、北⻯町（以上北海道）、佐⽤町（兵庫県）の4自治体参加で開催した[17]。
  - 2020年は、新型コロナウイルス(COVID-19)の感染拡大防止のため中止となった[18]。

## アクセス
- JR四国塩入駅より南西へ徒歩5分
- 高松自動車道 善通寺ICより南へ25分

## ギャラリー

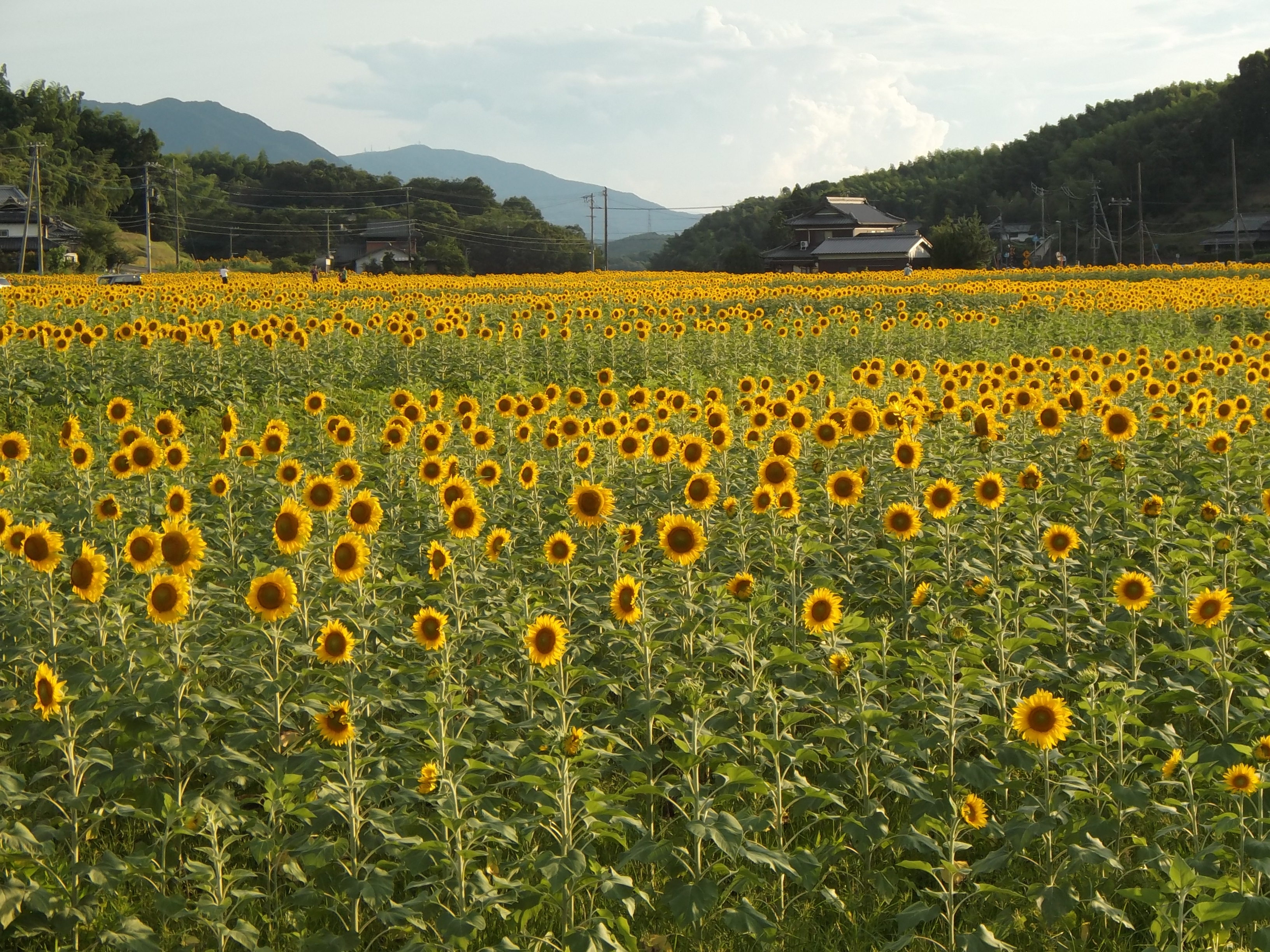
201507ひまわり畑全景
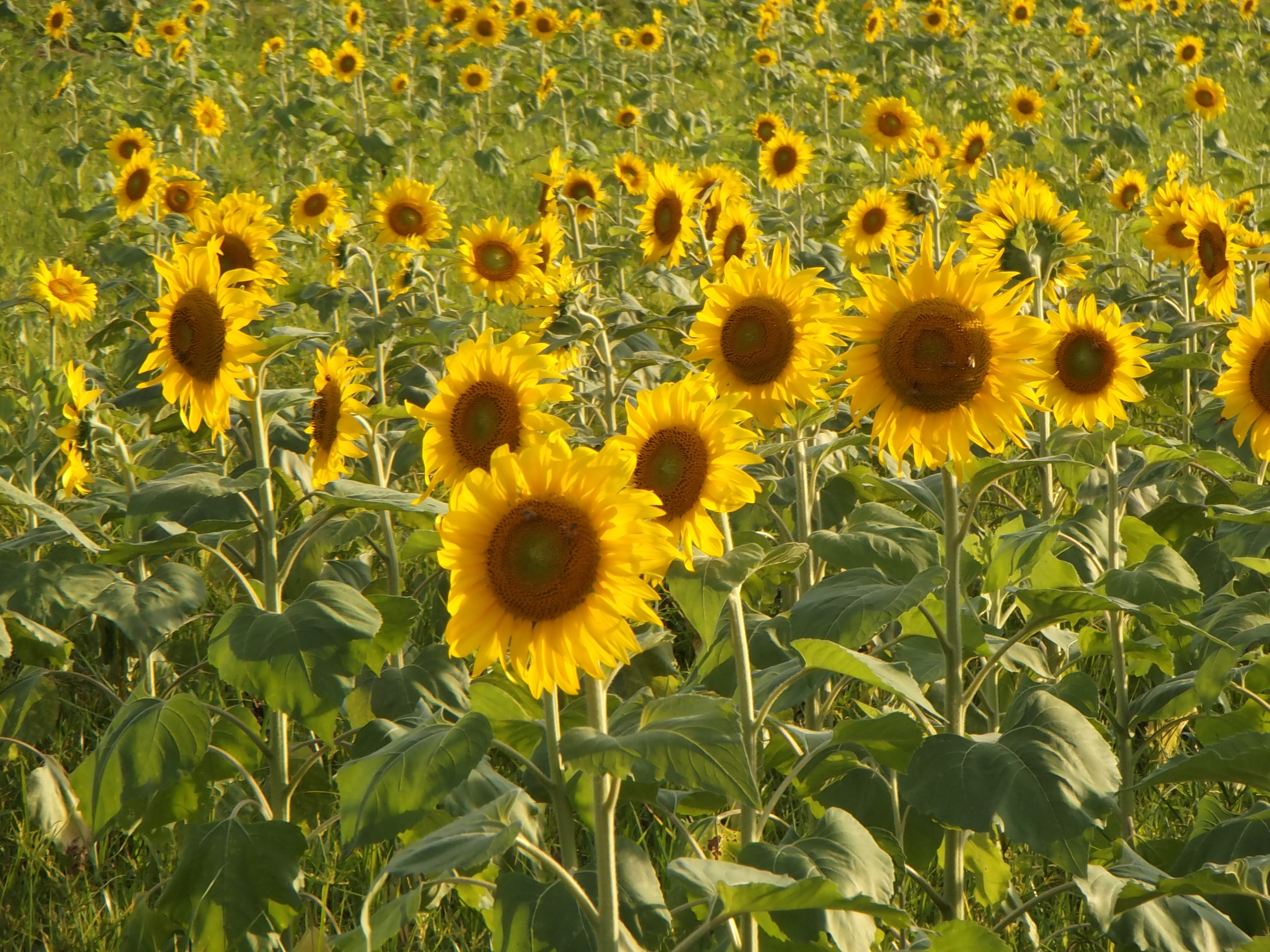
201507ひまわり畑ひまわりアップ
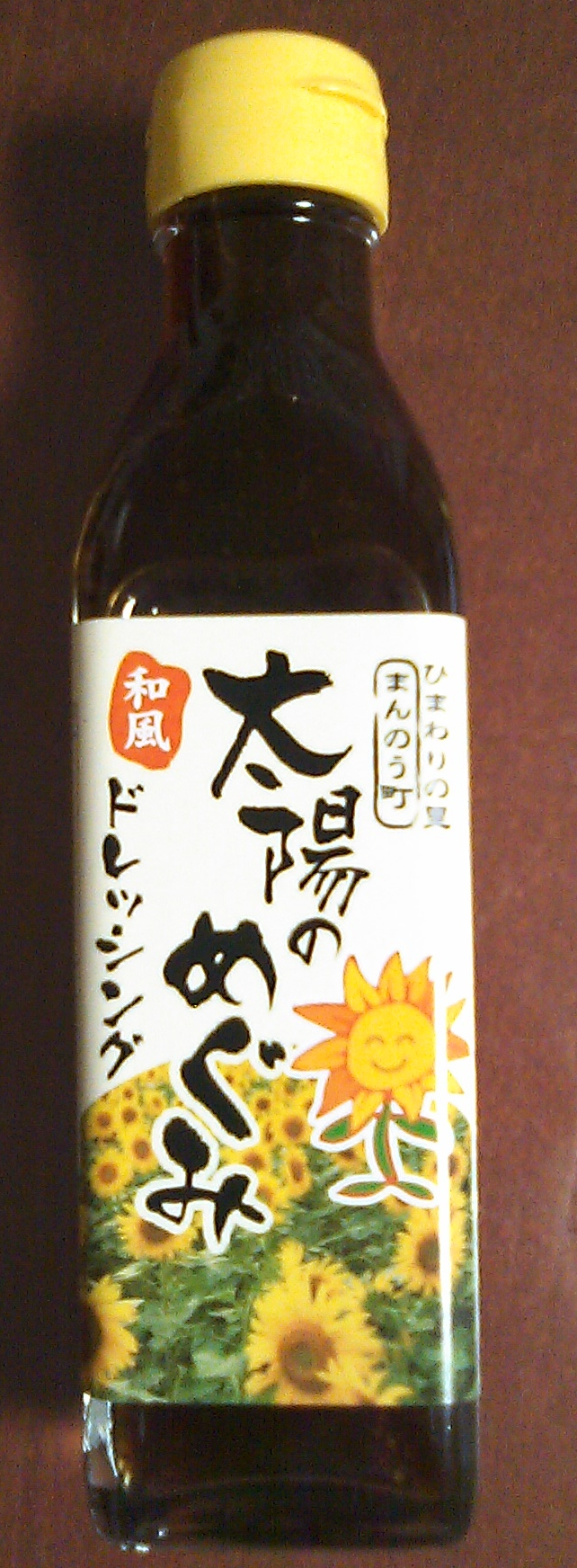
ひまわり油を使用したドレッシング
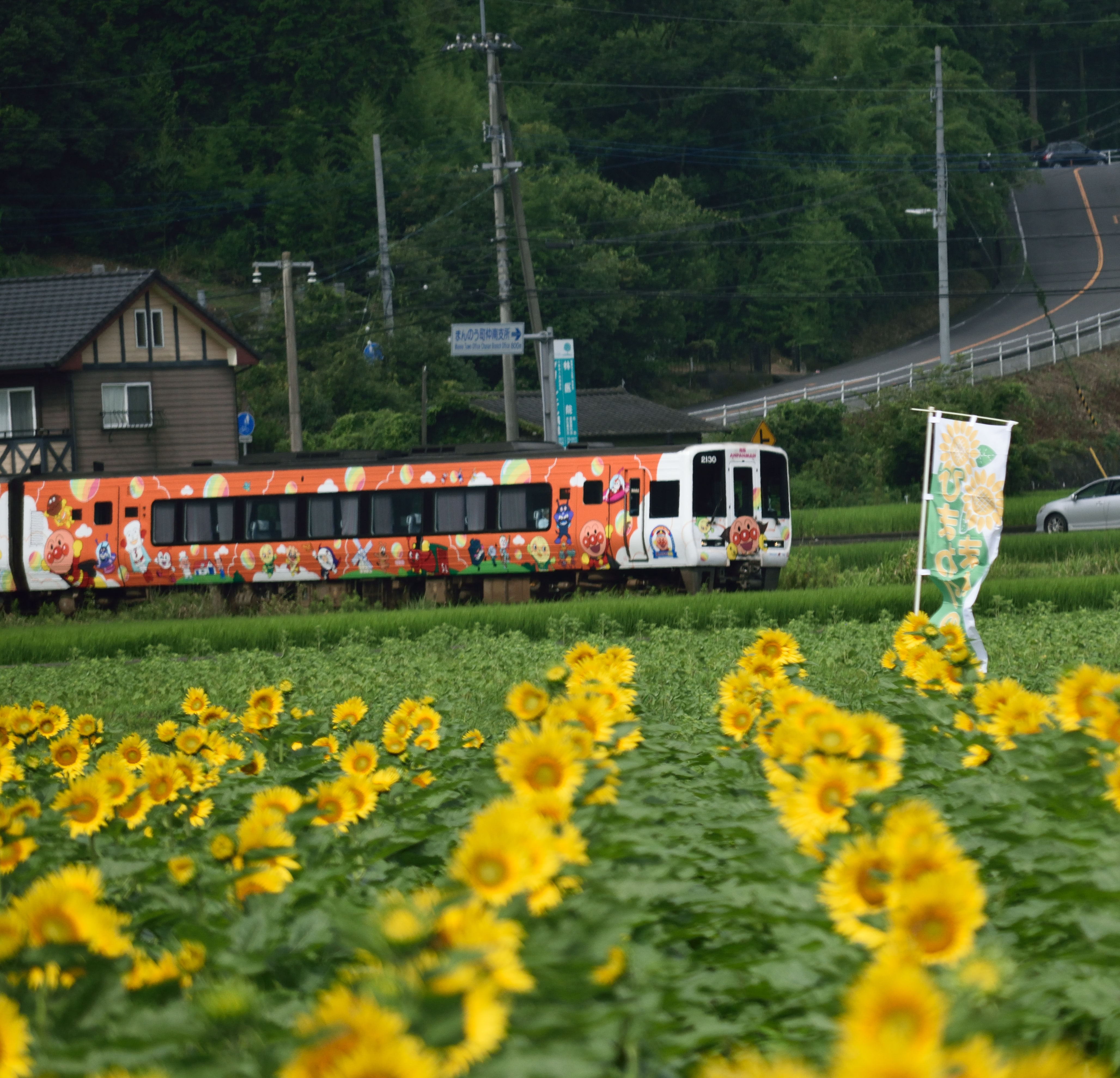
帆山地区のひまわりとアンパンマン列車
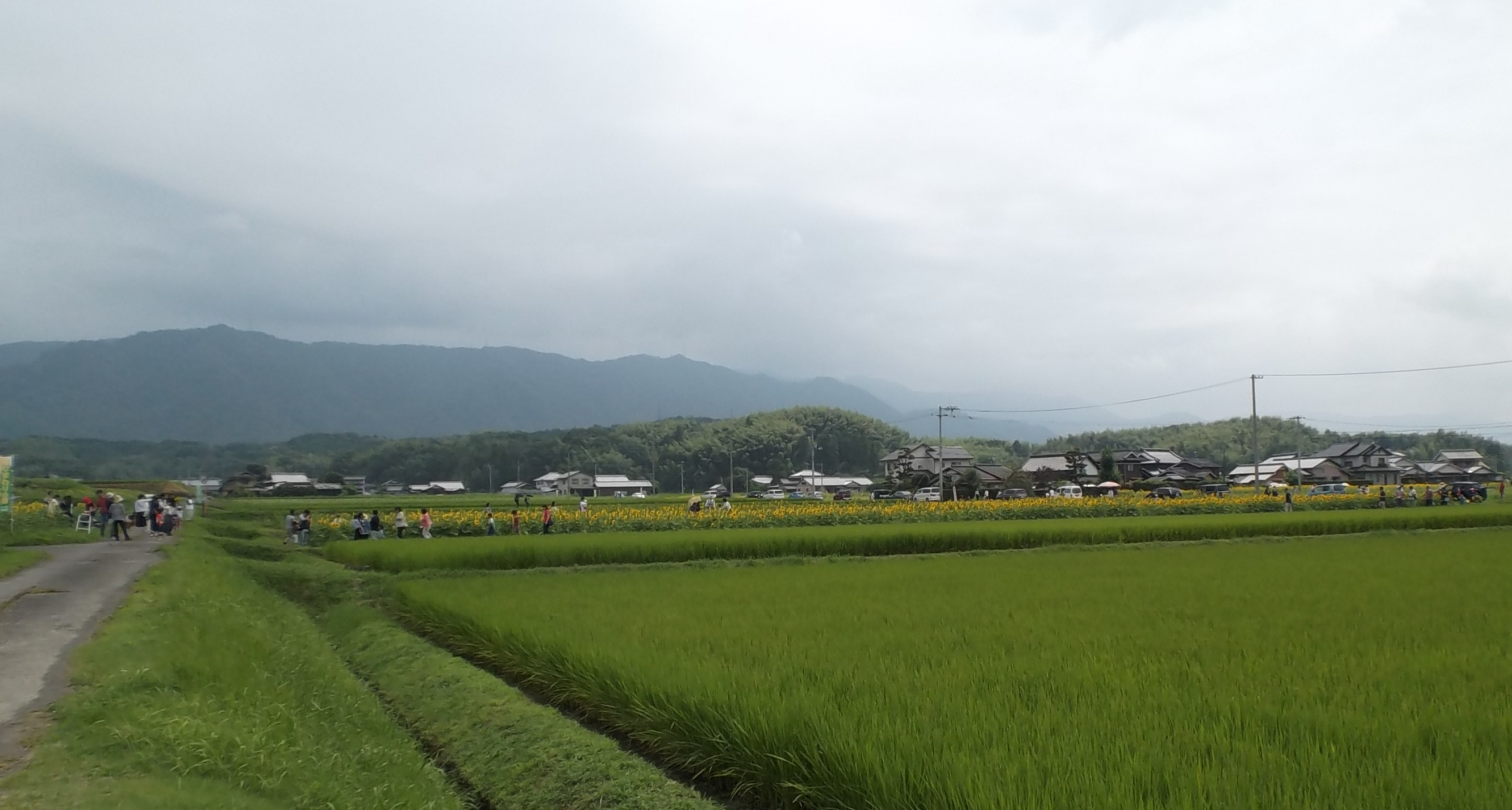
まんのう町ひまわりまつり2016の風景
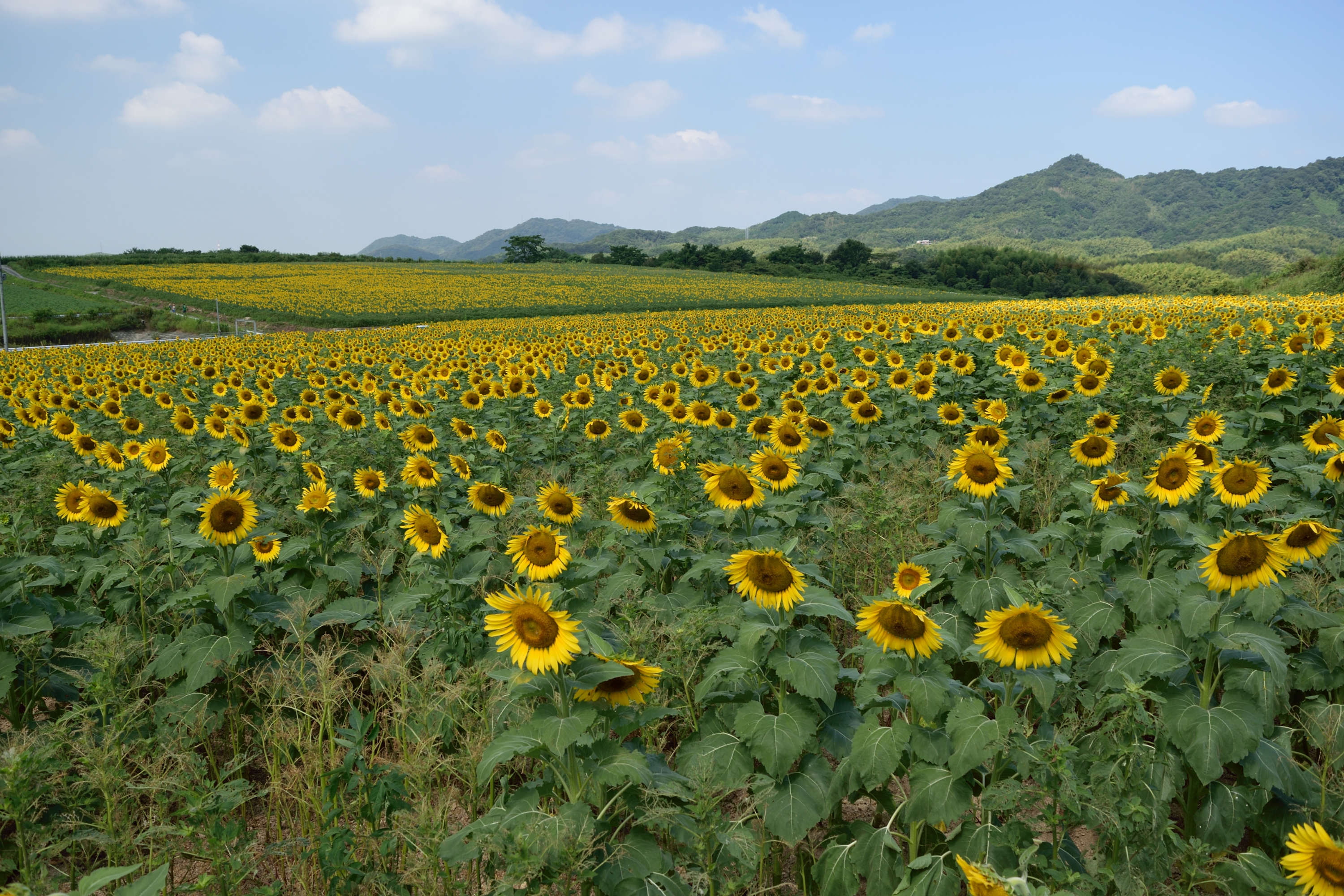
まんのう町中山地区201608の風景
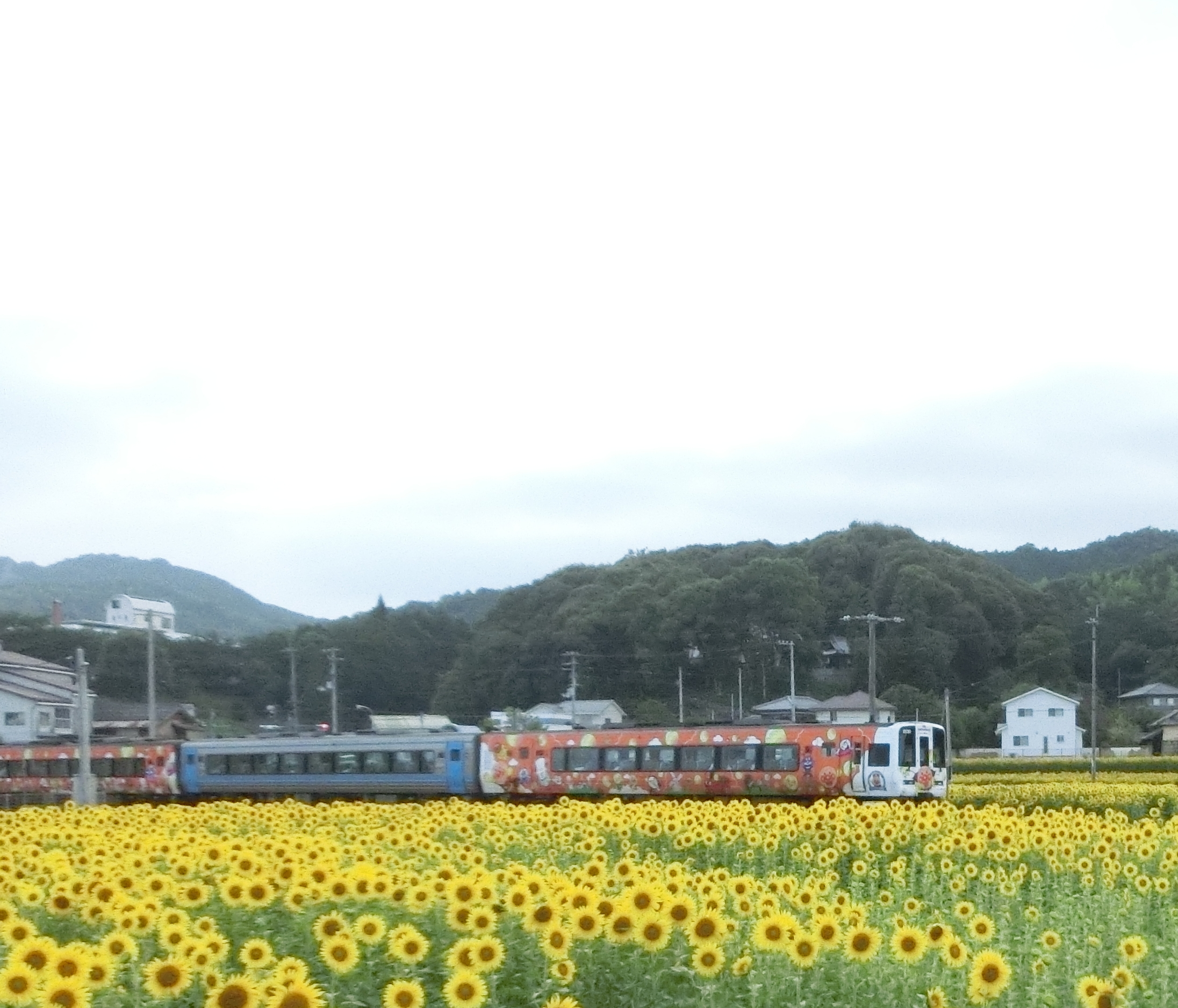
2017帆山地区のひまわり畑の中を走るアンパンマン列車
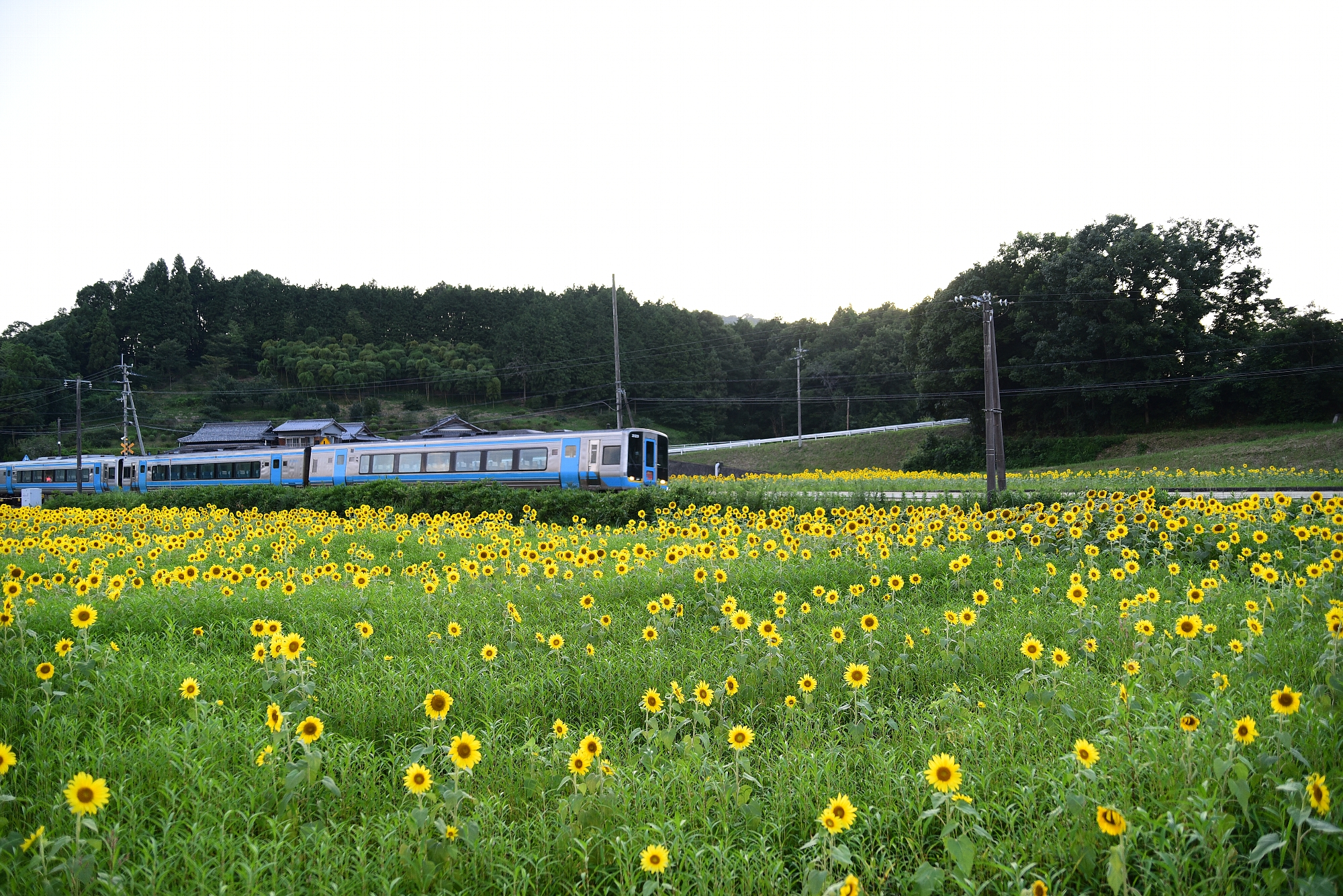
20180710　平成30年7月豪雨後、再開した帆山地区のひまわり畑の中を走る列車
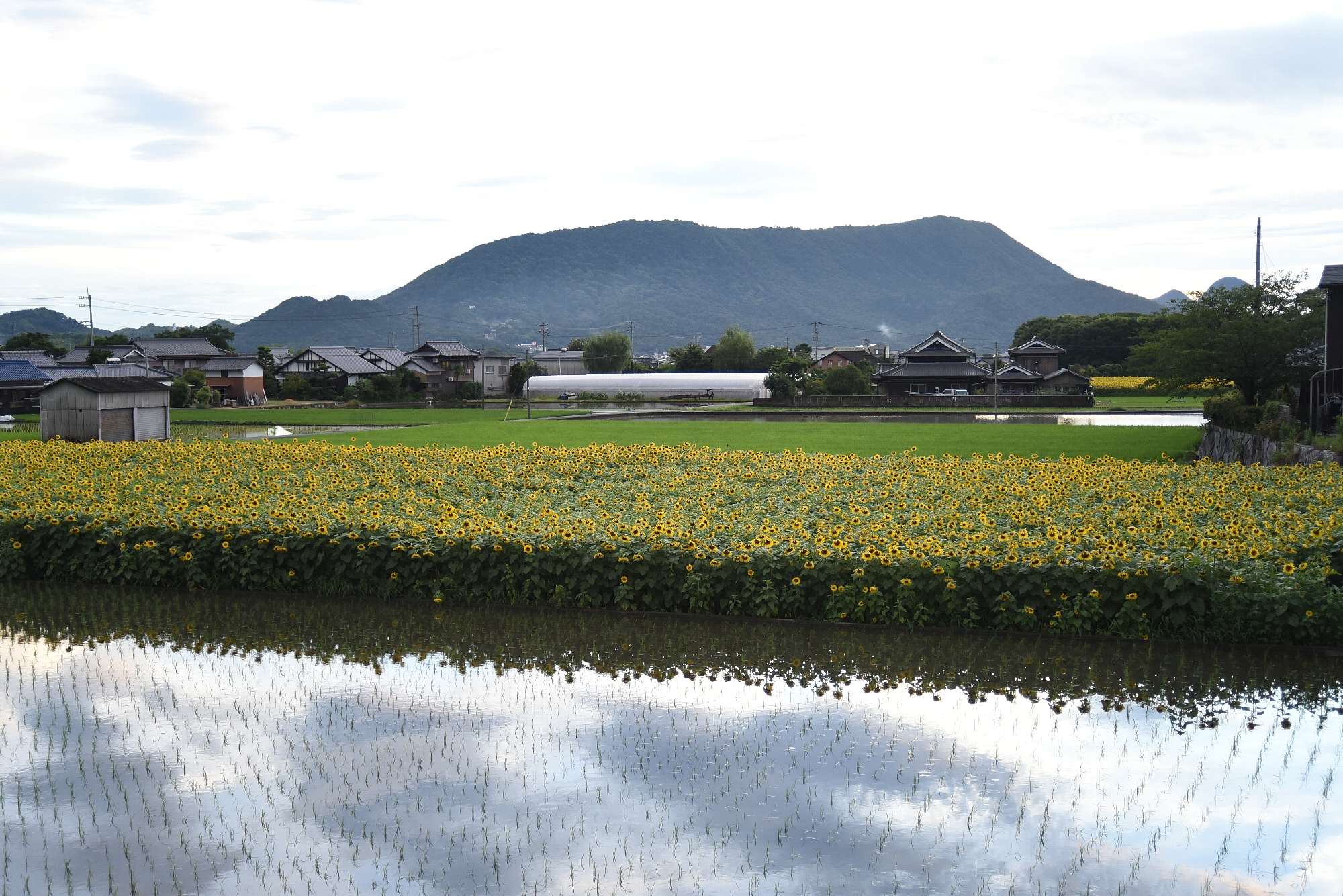
201806 まんのう町吉野、ひまわり畑と水田
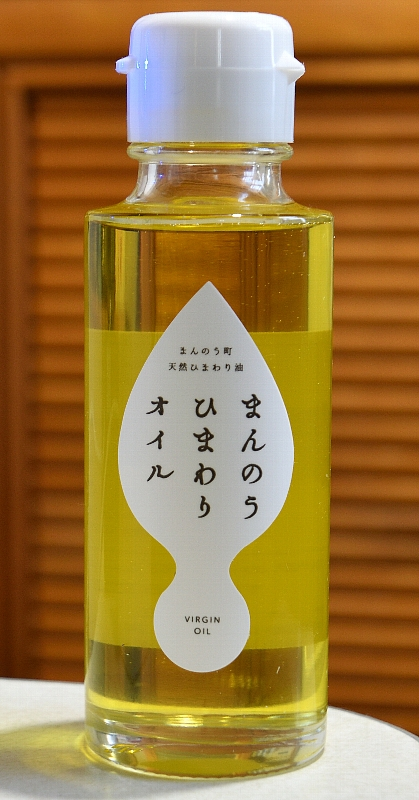
ひまわり油2017

## 周辺
- 道の駅空の夢もみの木パーク